# Anke Brunn
Anke Brunn, née le 17 septembre 1942 à Behlendorf, est une femme politique allemande.